# تيم شيروود
تيم شيروود (Timothy Alan Sherwood) (6 فبراير 1969 في سانت ألبانز في المملكة المتحدة – )؛ هو لاعب كرة قدم كان يلعب كلاعب وسط. يلعب مع منتخب إنجلترا لكرة القدم منذ عام 1999.

## مسيرته الكروية
لعب تيم شيروود خلال مسيرته الاحترافية مع 6 أندية في واحد وعشرون موسمًا وسجل خلالها 50 هدف ضمن 483 مباراة. ولم يفز بأي موسم بالكأس وفاز في موسم واحد بالدوري.
خاض تيم شيروود مسيرته مع نادي واتفورد في موسم 1986–87 واستمر معه طيلة ثلاثة مواسم، مشاركًا في 32 مباراة سجل خلالها هدفين. ثم انتقل إلى نادي نورويتش سيتي في موسم 1989–90 واستمر معه طيلة ثلاثة مواسم، حيث شارك في 71 مباراة سجل خلالها 10 أهداف. لينتقل بعدها إلى نادي بلاكبيرن روفرز في موسم 1991–92 ليلعب معه ثمانية مواسم، مشاركًا في 246 مباراة سجل خلالها 25 هدفًا. ثم انتقل إلى نادي توتنهام هوتسبير في موسم 1998–99 ليلعب معه أربعة مواسم، مشاركًا في 93 مباراة سجل خلالها 12 هدفًا. هذا وانتقل لاحقًا إلى نادي بورتسموث في موسم 2002–03 ولمدة موسمين، مشاركًا في 30 مباراة سجل خلالها هدفًا واحدًا. ثم انتقل بعدها إلى نادي كوفنتري سيتي في موسم 2004–05 لمدة موسم واحد، مشاركًا في 11 مباراة ولم يسجل أي هدف.

## وصلات خارجية
- تيم شيروود على موقع قاعدة بيانات كرة القدم.إي يو (الإنجليزية)
- تيم شيروود على موقع ناشيونال فوتبول تيمز (الإنجليزية)
- تيم شيروود على موقع Soccerbase.com (لاعب) (الإنجليزية)
- تيم شيروود على موقع Soccerbase.com (مدرب) (الإنجليزية)
- تيم شيروود على موقع عالم كرة القدم.نت (الإنجليزية)